# Castor (nucleaire techniek)

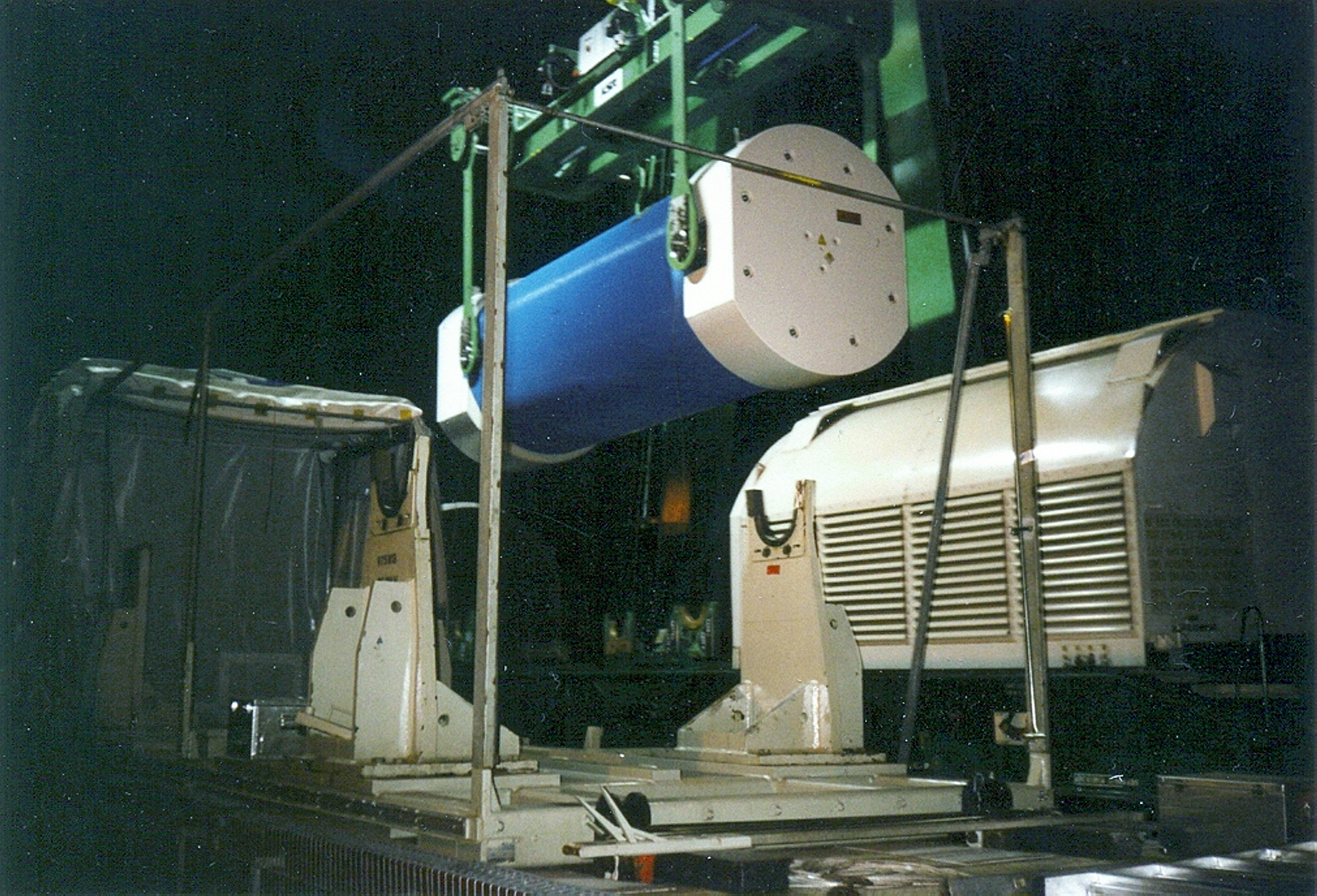
Verladen van een castor-container op een trein

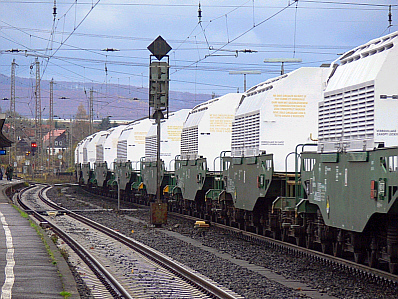
Trein met castor-containers

Een castor-container is een container speciaal voor het vervoer van radioactief afval. De naam is een acroniem voor de Engelse zin „cask for storage and transport of radioactive material“. Castor is een internationaal beschermde merknaam van Gesellschaft für Nuklear-Service (GNS).
Uitgewerkte brandstofelementen van de Kerncentrale Borssele gaan naar La Hague in Frankrijk waar de brandstofelementen worden opgewerkt. Hierbij wordt gebruikgemaakt van castorcontainers. 